# Tekstbaseret rollespil
 Denne artikel bør gennemlæses af en person med fagkendskab for at sikre den faglige korrekthed.

Tekstbaseret rollespil er rollespil, der foregår i tekstformat. Rollespillere, der spiller tekstbaseret rollespil over internettet, omtaler det med forskellige vendinger. Det engelske udtryk "Play-by-post" er populært i nogen kredse, hvorimod andre slet og ret kalder det tekstbaseret rollespil eller online tekstbaseret rollespil. Andre igen skelner imellem forumbaseret rollespil og chatbaseret rollespil. Fælles for alle er det, at hver post, af en karakter, indenfor selve rollespillet repræsenterer den karakters udspil i den fælles historie, præcis som en spillers tur i bordrollespil. I online tekstbaseret rollespil er Spilmesteren erstattet af en eller flere administratorer og eventuelle moderatorer.
Bordrollespil er teknisk set en type tekstbaseret rollespil. Typisk vil det dog omtales som netop bordrollespil.

## System
Brugere/spillere skaber typisk deres egne karakterer/personer, giver dem for- og baggrundshistorie, samt egenskaber og svagheder. Disse karakterer interagerer i spillet med andre spillere samt NPC'er som enten opfindes af administrator (forkortes admin), moderator (forkortes mod) eller spillerne selv. 
Typisk vil en del af spillet blive styret af admins og eventuelle mods. Ligesom i bordrollespil og liverollespil er det deres ansvar, at eventuelle store plot sættes i gang. Sideløbende er det op til spillerne hvor meget andet plot de selv skaber. Admin kunne for eksempel starte en krig imellem to nationer, hvorimod spillerne nærmere ville sætte gang i et venskab, et mord, en kærlighedsaffære eller et tyveri af en anden spillers genstand. De store linjer tegnes af admin, som også står for at godkende spillernes karakterer, hvis der er en godkendelsesproces i rollespillet. Derudover er det admins og mods ansvar, at sørge for at sidens regler bliver overholdt og sanktionere imod eventuelle spillere, der skulle finde på et overtræde dem.

## Historisk
Tekstbaseret rollespil opstod som et real-time chat fænomen i USA i 1980'erne, inspireret af bordrollespil. Præcis hvornår det kom til Danmark er usikkert, men flere ældre danske sider byggede netop på real-time chat. Siden er langt de fleste gået over til forumbaseret spil, hvor beskeder gemmes og hvor samme interaktion kan foregå over længere tid. Gratis værter som InvisionFree, Proboards, Jcink og lignende er populære, ligesom danske rollespilssider konstant påvirkes af engelsk-sprogede via blandt andet den internationale portal Caution 0.2. Siden 2007 har dansk online tekstbaseret rollespil også haft en fælles portal, der hed Portalen. Portalen brugtes primært som samlet reklamested for rollespil, men der var også plads til generelle diskussioner og en større bunke viden om dansk tekstbaseret rollespils historie findes i ældre tråde på denne side, ligesom den indeholdt forskellige brugerskrevne guides og ordforklaringer. Efter at hjemmesiden Portalen gik ned blev der i september 2018 oprettet en ny side, Offgame, som har samme funktion som Portalen havde.

## Regler
Regler i tekstbaseret rollespil kan typisk opdeles i ordensregler, praktiske regler og regler for spillet. Ordensregler omhandler hvordan man opfører sig udenfor spillet, praktiske regler omhandler ens brugerkonto, om man har en konto per karakter, hvilke billeder der eventuelt bruges til at illustrere en karakter etc. og regler for spillet omhandler hvorvidt det er tilladt at bruge egne NPC'er, om man må styre andres karakterer etc.

## Verdenen
Nogle rollespil er fanbaserede og tager derfor udgangspunkt i en allerede skabt verden, som for eksempel Harry Potter, Once Upon a Time eller X-Men. Indenfor kategorien fanbaserede rollespil ser man typisk underkategorierne præ, post eller nutid. Spillet foregår altså enten inden, efter eller i løbet af den historie, som verdenen er lånt fra. 
Andre rollespil er inspirerede af flere forskellige oplæg, som for eksempel de tre forskellige fantasy verdener beskrevet i Game of Thrones, Ringenes Herre og Final Fantasy. Her vil sidens administratorer typisk have opfundet egne navne og egen historie, ligesom tiden spillet foregår er irrelevant, da der ikke er nogen forhistorie for verdenen at tage sig af.
Derudover er der også verdener hvor din karakter er et dyr. Heste er meget populært og der findes utrolig mange hjemmesider med disse væsner, både realistiske og fantasy verdener. Ud over dette støder man også på ulve, løver og sågar kaniner hvis man ser sig om
Til sidst ses også rollespil, der er inspireret af fænomener mere end konkrete oplæg. De fleste vil dog alligevel have en eller anden kilde. Som eksempel kan nævnes post-apokalyptiske sider eller såkaldte skole-rollespil, der kort fortalt foregår med en skole som omdrejningspunkt. Sidstnævnte kan selvfølgelig også findes i begge ovenstående kategorier.